# 160-и западен меридиан
160-ият западен меридиан или 160° западна дължина e меридиан, който преминава от Северния полюс на север, през Северния ледовит океан, Северна Америка, Тихия океан и Антарктида до Южния полюс на юг.
Сформира голяма окръжност с 20-и източен меридиан.
| Координати                                               | Океани, Морета Държави | Подробности (административни единици, градове, други) |
| -------------------------------------------------------- | ---------------------- | --- |
| 90°00′ с. ш. 0°00′ и. д. / 90° с. ш. 0° и. д.            | Северен полюс          | |
| 80°00′ с. ш. 160°00′ з. д. / 80° с. ш. 160° з. д.        | Северен ледовит океан  | |
| 71°00′ с. ш. 160°00′ з. д. / 71° с. ш. 160° з. д.        | Чукотско море          | |
| 64°00′ с. ш. 160°00′ з. д. / 64° с. ш. 160° з. д.        | САЩ                    | Аляска |
| 57°40′ с. ш. 160°00′ з. д. / 57.666667° с. ш. 160° з. д. | Берингово море         | Бристолски залив |
| 56°08′ с. ш. 160°00′ з. д. / 56.133333° с. ш. 160° з. д. | САЩ                    | Аляска – п-ов Аляска |
| 55°30′ с. ш. 160°00′ з. д. / 55.5° с. ш. 160° з. д.      | Тихи океан             | |
| 55°07′ с. ш. 160°00′ з. д. / 55.116667° с. ш. 160° з. д. | САЩ                    | Аляска – остров Нагаи |
| 14°30′ ю. ш. 160°00′ з. д. / 14.5° ю. ш. 160° з. д.      | Тихи океан             | САЩ – Хавайски о-ви (о. Кауаи 22°05′ с. ш. 159°32′ з. д. / 22.083333° с. ш. 159.533333° з. д., остров Ниихау 21°54′ с. ш. 160°09′ з. д. / 21.9° с. ш. 160.15° з. д.) о-ви Лайн – остров Джарвис (0°22′ ю. ш. 160°00′ з. д. / 0.366667° ю. ш. 160° з. д.); о-ви Кук – атол Аитутаки (18°53′ ю. ш. 159°47′ з. д. / 18.883333° ю. ш. 159.783333° з. д.), остров Раротонга (21°14′ ю. ш. 159°47′ з. д. / 21.233333° ю. ш. 159.783333° з. д.) |
| 80°00′ ю. ш. 160°00′ з. д. / 80° ю. ш. 160° з. д.        | море Рос               | |
| 87°00′ ю. ш. 160°00′ з. д. / 87° ю. ш. 160° з. д.        | Антарктида             | Земя Едуард VІІ (Бряг Амундсен) |
| 90°00′ ю. ш. 0°00′ и. д. / 90° ю. ш. 0° и. д.            | Южен полюс             | |